# NGC 7271
NGC 7271 este o galaxie situată în constelația Pegas. A fost descoperită în 9 septembrie 1863 de către Albert Marth.